# TLC: Tables, Ladders & Chairs
TLC: Tables, Ladders & Chairs is een jaarlijks professioneel worstel-pay-per-viewevenement, dat geproduceerd en georganiseerd wordt door de WWE (World Wrestling Entertainment). Dit evenement ontstaat in 2009 en vervangt Armageddon die jaarlijks in de maand december werd georganiseerd.
Het thema rond dit evenement is dat (bijna) alle wedstrijden gevoerd worden door gebruik te maken van tafels, ladders en stoelen.
In 2014 was er een uitzondering. Toen was het evenement ook bekend als Tables, Ladders, Chairs... and Stairs, omdat er een Stairs match was tussen Erick Rowan en Big Show.

## Chronologie
| Editie | Datum            | Stad                 | Locatie                  | Main Event |
| ------ | ---------------- | -------------------- | ------------------------ | --- |
| 2009   | 13 december 2009 | San Antonio (Texas)  | AT&T Center              | Jeri-Show (c) vs. D-Generation X in een Tables, Ladders and Chairs match voor het Unified WWE Tag Team Championship.                                                                                    |
| 2010   | 19 december 2010 | Houston (Texas)      | Toyota Center            | John Cena vs. Wade Barrett in een Chairs match. |
| 2011   | 18 december 2011 | Baltimore (Maryland) | 1st Mariner Arena        | CM Punk (c) vs. The Miz vs. Alberto Del Rio in een Triple Threat Tables, Ladders and Chairs match voor het WWE Championship.                                                                            |
| 2012   | 16 december 2012 | Brooklyn (New York)  | Barclays Center          | Dolph Ziggler vs. John Cena in een Ladder match voor Zigglers World Heavyweight Championship Money in the Bank-contract                                                                                 |
| 2013   | 15 december 2013 | Houston              | Toyota Center            | World Heavyweight Champion John Cena (c) vs. WWE Champion Randy Orton (c) in een Champion vs. Champion Tables, Ladders and Chairs match voor het World Heavyweight Championship en het WWE Championship |
| 2014   | 14 december 2014 | Cleveland (Ohio)     | Quicken Loans Arena      | Dean Ambrose vs. Bray Wyatt in een Tables, Ladders and Chairs match |
| 2015   | 13 december 2015 | Boston               | TD Garden                | Sheamus (c) vs. Roman Reigns in een Tables, Ladders & Chairs match voor het WWE World Heavyweight Championship.                                                                                         |
| 2016   | 4 december 2016  | Dallas (Texas)       | American Airlines Center | AJ Styles (c) vs. Dean Ambrose in een Tables, Ladders & Chairs match voor het WWE World Championship.                                                                                                   |
| 2017   | 22 oktober 2017  | Minneapolis          | Target Center            | Dean Ambrose, Kurt Angle en Seth Rollins vs. Braun Strowman, Cesaro, Kane, Sheamus en The Miz in een 5-on-3 handicap Tables, Ladders & Chairs match.                                                    |
| 2018   | 16 december 2018 | San Jose             | SAP Center               | Becky Lynch (c) vs. Asuka vs. Charlotte Flair in een Triple Threat Tables, Ladders & Chairs match voor het WWE SmackDown Women's Championship.                                                          |
| 2019   | 15 december 2019 | Minneapolis          | Target Center            | The Kabuki Warriors (Asuka & Kairi Sane) (c) vs. Becky Lynch & Charlotte Flair in een Tables, Ladders & Chairs match voor het WWE Women's Tag Team Championship.                                        |
| 2020   | 20 december 2020 | Saint Petersburg     | Tropicana Field          | "The Fiend" Bray Wyatt vs. Randy Orton in een Firefly Inferno match. |